# Landreformen i Sydafrika
Landreformen i Sydafrika ska omfördela Sydafrikas mark från den vita minoriteten, som äger en majoritet av marken, till de grupper som missgynnades före demokratiseringen under apartheid och det än tidigare brittiska styret. Landreformen har tre grenar: restitution, som ska återlämna mark till de som blev fråntagna den före demokratiseringen; tenure reform, som ska stärka marklösas och fattigas rättigheter; och redistribution, som ska omfördela mark till fattiga och marklösa.
Landreformen har inte levererat som planerat, resultaten är dåliga. Den mängd mark som har omfördelats är inte i närheten av målen och de rättigheter som skulle fastslås verkar inte infinna sig. Om landreformen ska lyckas har den en rad stora problem att övervinna. 

## Historisk bakgrund
År 1488 fick Europa kännedom om Sydafrikas existens och dryga 160 år senare, år 1652, klev de första kolonisatörerna iland. Dessa var holländare, men de fick snart sällskap av britter. Holländarna, som kom att kallas boer eller afrikaaner, och britterna konkurrerade länge om makten och marken i Sydafrika. Konflikten eskalerade till boerkrigen kring sekelskiftet 1800/1900. Först 1910, i och med the Act of Unity, enades Sydafrikas vita befolkning någotsånär och staten Sydafrikanska unionen bildades under brittiskt styre.
I den nya staten levde afrikaaner och britter sida vid sida men svarta, färgade (som har både ”vitt” och ”svart” blod) och asiater (huvudsakligen indier) – det vill säga icke-vita personer – klassades som lägre stående människor. Värst behandlades svarta, som utgjorde den stor majoritet av befolkningen. Det brittiska styret instiftade rasdiskriminerande lagar. Den viktigaste rasdiskriminerande lagen med landreformen i åtanke var Natives Land Act från 1913, som gav 87 procent av Sydafrikas mark till den vita minoriteten.
I valet 1948, i vilket bara vita fick rösta, förlorade britterna makten till afrikaanerna. Afrikaanerna fortsatte att som britterna bedriva en rasdiskriminerande politik men afrikaanernas variant, apartheid, var än mer aggressiv. Först 1994 då ANC med Nelson Mandela i spetsen vann makten i de första demokratiska valen avskaffades de sista rasdiskriminerande lagarna. Men lagarnas konsekvenser fortlevde dock. Den snedfördelning av mark som de orsakat sågs då och ses fortfarande som nödvändig att återställa.

## Mål och syfte
Rätten till egendom är en mänsklig rättighet, både enligt FN (artikel 17) och enligt de afrikanska mänskliga rättigheterna (African Charter on Human and People’s Rights, artikel 14). Utan tillgång till mark kan människor inte överleva, alla behöver en plats att bo och utvecklas på. Landreformen genomförs för att ge alla Sydafrikaner en sådan plats, för att återställa ägandebalansen mellan Sydafrikas icke-vita och vita befolkning – som många gånger är desamma som Sydafrikas fattiga respektive rika befolkning. Men det finns fler anledningarna: landreformen är bland annat en markering att rasdiskrimineringen var fel. 
Landreformens fyra huvudmål är att
- gottgöra rasdiskrimineringen
- bygga försoning och stabilitet
- bidra till ekonomisk tillväxt
- öka välfärden och minska fattigdomen.

## Restitution
Alla som blev fråntagna sin mark till följd av Natives Land Act och andra rasdiskriminerande lagar ska genom restitution kunna få tillbaka den fråntagna marken eller på annat vis bli skäligen kompenserade. Om personer som blev fråntagna mark har avlidit har deras barn eller barnbarn eller barnbarnsbarn och så vidare, eller äkta maka/make - mer konkret, den närmast i familjen som lever - istället rätt till kompensation. Om fråntagen mark ägdes av organisationer eller liknande har organisationen rätt till kompensation.
För att någon ska kunna få kompensation för förlorad mark måste denne uppfylla en rad krav. Först måste personen i fråga förstås ha blivit fråntagen mark. Men fråntagandet måste också ha skett 
- den 19 juni 1913 eller senare (men före 1994)
- till följd av en rasdiskriminerande lag eller praxis (alltså inte på grund av stöld, förstörelse eller annan skälig anledning)
- genom ett statligt organ (polis, militär eller annan tvingande statlig maktorganisation)
- utan skälig kompensering.

Anledningen till att fråntagandet måste ha skett den 19 juni 1913 eller senare är att annars skulle det vara omöjligt att bestämma vem som har rätt till vad. Före 1913 skedde ägandebyten av mark konstant: ursprungsbefolkningens stammar krigade med varandra, vita krigade med varandra och så bytte naturligtvis mark ägare på annat sätt. Att just datumet den 19 juni 1913 valdes beror på att det var datumet då Natives Land Act trädde i kraft, och någonstans måste gränsen sättas.
Dagens vita markägare kan inte göras juridiskt ansvariga för rasdiskriminerande handlingar före 1994, som att frånta en icke-vit person dennes mark. Markägarna hade de jure rätt att göra sådana saker, även om det de facto var fel. Det var staten som införde rasdiskriminerande lagar och det var staten som såg till att de efterföljdes. Det är således staten som kan och ska hållas ansvarig. Därför kan kompensation endast fås om fråntagandet av mark grundades på en rasdiskriminerande lag eller praxis (som alltså instiftats av staten) och genomfördes av ett statligt organ.
Det sista kravet, att fråntagandet skedde utan skälig kompensation, beror på att inget olagligt, även enligt dagens bestämmelser, skedde om staten erlade skälig kompensation för marken, det vill säga exproprierade.
Utöver detta krävs ytterligare en sak, som egentligen inte är ett krav utan snarare en förutsättning om personer som blev fråntagna mark önskar få kompensation. Den som vill eller snarare ville bli kompenserad var tvungen att göra staten medveten om detta genom att göra anspråk på den fråntagna marken hos en statlig myndighet. Detta kunde göras under en period från demokratiseringen 1994 fram till och med den 31 december 1998. De som inte gjorde anspråk under den tiden har idag inga möjligheter till kompensation och rättelse (genom landreformen).
När ett anspråk meddelats staten och den ansvariga myndigheten Commission on Restitution of Land Right, CRLR, undersökte CRLR anspråkets giltighet utifrån ovanstående kriterium. Ansåg CRLR att anspråket var giltigt började CRLR förhandla med ägaren av marken under anspråk; ansåg CRLR att anspråket var ogiltigt avslogs det. Hit i restitutionprocessen har alla anspråk idag kommit. Följande har bara genomförts i avklarade anspråk:
Om markägaren accepterar anspråket köper CRLR marken i fråga med statens pengar, inte anspråkarens (alltså den som gör anspråk på mark genom restitution), utifrån ett marknadsmässigt pris som förhandlas fram mellan markägaren och CRLR. Marken lämnas sedan över till anspråkaren. Om CRLR och markägaren däremot inte kan komma överens går anspråket upp i Land Claims Court, LCC. LCC avslår antingen anspråket eller godkänner det. Godkänns anspråket blir markägaren tvingad att överlämna marken under anspråk och då till det pris som LCC fastslagit.
Om det är omöjligt att återlämna den ursprungligen fråntagna marken för att dess värde radikalt förändrats, exempelvis genom oflyttbar bebyggelse, gruvdrift (alltså att mineralerna i marken redan blivit upplockade så att markens värde förändrats negativ) eller förstörelse – eller om anspråkaren så önskar – består inte kompensationen i den fråntagna marken utan kan vara pengar eller annan motsvarande mark eller en kombination.

## Tenure reform
Då det enligt lag var förbjudet för icke-vita att äga mark i vita områden under apartheid, alltså i 87 procent av landet innefattande alla tätbebodda områden, har många icke-vita tvingats att bo på mark som de själva inte ägt; arrenderare, farmarbetare, alla i de vidsträckta kåkstäderna – för att bara nämna några – äger inte den mark de lever på. 
Före demokratiseringen 1994 kunde dessa ”marklösa” behandlas i stort sett hur som helst av ägaren till marken de levde på. De kunde exempelvis vräkas eller fråntas sitt boskap, sina grödor eller annan egendom utan skälig grund. Men i och med demokratiseringen och tenure reform har marklösa fått rättigheter till den mark de lever på, sitt boskap och sina grödor. Tenure reform ger också, efter samma principer som restitution, marklösa som blev vräkta före 1994 rätten till kompensation. Tenure reform ger även alla marklösa rätten att själva bestämma sin koppling – arrendator, hyresgäst etcetera, dock inte ägare – till den mark de lever på.

## Redistribution
Redistribution vänder sig, till skillnad från restitution och tenure reform, till personer som inte blivit fråntagna rätten till viss mark. Fattiga personer, ofta marginaliserade, som annars inte skulle ha råd att köpa mark kan genom redistribution få tillgång till bidrag, möjlighet att låna pengar och tillgång till juridisk och strategisk hjälp vid inköp av mark. Redistribution ska hjälpa fattiga och marklösa till ett bättre liv.
För att bibehålla förtroendet i markmarknaden bygger redistribution på att det måste finnas både villiga köpare och villiga säljare. Mark måste komma ut på marknaden för att staten ska gå in och hjälpa fattiga att köpa den. Observera att staten aldrig sponsrar hela beloppet utan att de som vill köpa alltid måste bidra med en viss del. Detta gör emellertid att fattiga oftast inte har råd att köpa mark själva. Istället går människor ihop och köper mark tillsammans, vilket gör att mark som tidigare försörjt en familj ibland ska försörja hundratals familjer. Höjningen av levnadsstandarden blir således inte stor, plus att familjerna ofta har dragit på sig lån för att ha råd med marken. 
Någon som tar del av restitution samtidigt inte kan ta del av redistribution, och vice versa.

## Resultat
Målet för restitution är att återlämna den mark som icke-vita blev fråntagna mellan 1913 och 1994 till följd av rasdiskriminerande lagar. Totalt beräknas 3,5 miljoner människor ha blivit fråntagna sin mark under perioden. Fram till och med 1998 då personer som blivit fråntagna mark hade chansen att göra anspråk på den kom endast 80 000 anspråk in. Det betyder en stor andel av dem som blev fråntagna sin mark inte gjorde anspråk på att få tillbaka den. Redan där har landreformen misslyckats att uppfylla sitt syfte.
Därtill har de flesta som gjorde anspråk på att få tillbaka sin mark inte fått den tillbaka. Av de totalt 80 000 anspråken var år 2008 i mars 94 procent, 75 000 stycken, uppklarade och sammanlagt 1 400 000 personer hade genomgått restitution. Men av dessa 1 400 000 hade endast 25 procent, 350 000 personer, fått mark tillbaka. Alla andra hade antingen fått pengar eller annan kompensation. Om trenden fortsätter kommer antalet personer som fått mark tillbaka vara 370 000 när alla anspråk är avklarade. I så fall får bara dryga 10 procent av alla som blev fråntagna sin mark mellan 1913 och 1994 den återlämnad.
Resultatet av restitution kan således sammanfattas som misslyckat.
Inte heller redistribution har uppnått sitt mål, att omfördela 30 procent av den vitägda marken år 1994 till icke-vita senast år 2014. I mars år 2008 hade endast 3,5 procentenheter av målet, 30 procent, omfördelats. Om utvecklingen fortsätter i den takten dröjer det till 2100 innan 30 procent av den vitägda marken år 1994 blivit icke vitägd.
Likaså har tenure reform inte uppnått sitt mål. Sedan år 1994 har över en miljon människor blivit illegalt vräkta av markägare. Betydligt fler människor har blivit vräkta sen år 1994 än de som har dragit fördel av tenure reform under samma tid.

## Problem
Problemen med landreformen är många, betydligt fler än vad som nämns nedan. Det främsta av dem torde vara att landreformen inte uppfyller sitt eget syfte. Under närmast ovanstående rubrik framgår att landreformen inte lyckats gottgöra rasdiskrimineringen, ett av landreformens fyra huvudmål (se Mål och syfte).
Landreformen har heller inte lyckats bygga försoning och stabilitet. Landreformens tre aktörer, staten, existerande markägarna och marklösa, beskyller varandra för problemen. Staten beskyller markägarna för att kräva orimligt höga priser för mark och för att förlänga processen i onödan genom att överklaga anspråk till LCC. Men samtidigt håller staten med allt kraftigare medel tillbaka marklösas och fattigas krav och rop om förändring. Markägarna å sin sida beskyller staten för inkompetens och oförmåga, och marklösa beskyller stat och markägare för de dåliga resultaten och den långsamma utvecklingen. Landreformen bidrar alltså snarare till splittring och instabillitet än försoning och stabilitet.
Inte heller att bidra till ekonomisk tillväxt har landreformen lyckats med. Sydafrika har en lång tradition av att exportera mat, men nu måste mat istället importeras. Före detta med vinst gående kommersiella farmer splittras upp när de genom restitution och tenure reform överlämnas till (ofta) flertalet personer med (ofta) dålig kunskap om hur man driver en kommersiell farm. Även farmer som inte blir övertagna minskar i produktivitet då nästan alla farmer på ett eller annat sätt är under anspråk, vilket leder till att farmarna gör minsta möjliga investeringar – sänker produktiviteten och håller tillbaka utvecklingen – i väntan på beslut. För vem vill investera och kämpa när allt kan vara förlorat dagen därpå?
Slutligen bidrar heller inte landreformen till att öka välfärden och minska fattigdomen. Undersökningar har visat att på varje hektar jordbruksmark finns ungefär en människa som är beroende av den hektaren för sitt levebröd, antingen som direkt anställd farmarbetare eller som hustru/make, barn eller förälder till en farmarbetare. Om redistribution skulle lyckas omfördela 30 procent av den vitägda marken år 1994 till icke vitägd mark år 2014 skulle det innebär att 32 miljoner hektar mark har bytt ägare. Om all den marken skulle vara farmmark – vilket inte kommer att vara verkligheten men förenklar exemplet – har undersökningar visat att 50 procent av de 16 miljoner hektaren snart inte skulle vara ekonomiskt livskraftig. Det innebär att en tredjedel av Sydafrikas befolkning, 16 miljoner människor, skulle förlora sitt levebröd. I ett land som redan har en av världens högsta arbetslösheter skulle det inte vara bra för statistiken – och långt värre för människorna.
Utöver dessa problem bör nämnas att bara en bråkdel av alla som kunde ha gjort anspråk på land genom restitution gjorde det (se Resultat, första stycket) på grund av bristande information om landreformen. Detta har gjort många besvikna och förargade då de missat sin chans till upprättelse.